# Carlo Bergonzi
Carlo Bergonzi (13. července 1924, Polisene, Itálie – 25. července 2014, Milán) byl italský operní tenorista. I když se představil v řadě veristických rolí, či klasických rolích bel cantových, je především spojen s operami Giuseppe Verdiho, včetně řady skladatelových méně známých děl, které pomáhal oživit.

## Život

### Mládí
Narodil v Polisene, nedaleko Parmy v severní Itálii, jako jediné dítě místního sýraře. Zpíval v kostele a záhy se začal objevovat v dětských operních rolích v divadle sousedního města Busetta. Školu opustil ve svých jedenácti letech a začal pracovat v sýrárně v Parmě, kde pracoval i jeho otec. V šestnácti letech se dostal na parmskou konzervatoř a studoval zpěv u maestra Ettore Campogalliani, tehdy jako baryton.
Během druhé světové války se Bergonzi zapojil do odbojové činnosti a v roce 1943 byl internován v německém zajateckém táboře. O dva roky později byl tábor osvobozen sovětskou armádou a Carlo se vydal na 106 km dlouhou cestu, aby se dostal do amerického tábora. Cestou však onemocněl tyfem[nepřesný odkaz], ze kterého se zotavoval téměř rok. Když se po válce se vrátil do konzervatoře v Parmě vážil jen něco málo přes 36 kg.

### Operní kariéra
Debutoval v roce 1948, ještě jako baryton, v roli Figara v Rossiniho opeře Lazebník sevillský, kterou provedl s organizací bývalých válečných zajatců. Nicméně honorář za toto vystoupení nepokryl ani jeho cestovní náklady. Jako baryton odzpíval celou řadu rolí, nicméně postupně si uvědomoval, že jeho hlasu lépe odpovídá tenorová poloha a po přeškolení debutoval jako tenor v roce 1951 v titulní roli opery Andrea Chénier skladatele Umberta Giordana v divadle Teatro Petruzzelli v Bari. V témže roce vystoupil v římském Koloseu na koncertě věnovaném padesátému výročí smrti Giuseppe Verdiho a italský rozhlas jej angažoval k nahrávce méně známých Verdiho oper. Realizovány byly opery I due Foscari, Giovanna d'Arco a Simon Boccanegra.
Na nejslavnější italské scéně, v milánské opeře La Scala, debutoval v titulní roli opery Jacopo Napoliho Masaniello, která je založena na příběhu italského rybáře 17. století, který se stane revolucionářem. V Metropolitní opeře v New Yorku poprvé vystoupil v roce 1956 v roli Radama ve Verdiho opeře Aida. V Metropolitní opeře pak zpíval po 30 let. Jeho poslední rolí byl Rodolfo v opeře Luisa Millerová jeho nejoblíbenějšího skladatele Verdiho v roce 1988.
V 80. letech se jeho pěvecké výkony s postupujícím věkem zhoršovaly a Bergonzi se tak více věnoval činnosti koncertní a pedagogické.

### Osobní život
V roce 1950 se oženil s Adele Aimi, se kterou měl dva syny. První z nich se narodil v den, kdy Carlo absolvoval svůj tenorový debut. Vlastnil dům v Miláně a restauraci a hotel v Bussetu. Hotel nazval "I Due Foscari" podle Verdiho opery.
Zemřel v pátek 25. července 2014 v nemocnici Auxologico Institution v Miláně, kde byl hospitalizován. Je pochován na hřbitově Vidalenzo v rodném Polesine.